# N'oublions jamais
N'oublions jamais (titolo originale: Lest We Forget) è un film muto del 1918 diretto da Léonce Perret, prodotto dalla Rita Jolivet Film Corp. e distribuito dalla Metro Pictures Corporation. È uno dei primi film americani a tematizzare la prima guerra mondiale in chiave drammatica, ed è ispirato all'esperienza personale dell'attrice Rita Jolivet, sopravvissuta al siluramento del Lusitania nel 1915.

## Trama
La protagonista è una giovane donna americana che, dopo aver perso la famiglia durante l'affondamento del transatlantico Lusitania da parte di un sottomarino tedesco, decide di unirsi allo sforzo bellico. Lavora come infermiera al fronte e viene coinvolta in un dramma di amore e vendetta, mentre affronta le conseguenze devastanti della guerra. Il film enfatizza il patriottismo, il sacrificio e la memoria dei caduti.

## Produzione
Il film fu voluto e fortemente sostenuto da Rita Jolivet, attrice e produttrice, che lo interpretò e lo produsse attraverso la propria compagnia, la Rita Jolivet Film Corp. La regia fu affidata al francese Léonce Perret, che già lavorava negli Stati Uniti dal 1917. Le riprese si svolsero tra il 1917 e il 1918, in parte negli studi americani e in parte con materiale d'archivio bellico europeo.

## Distribuzione
N'oublions jamais fu distribuito negli Stati Uniti nel 1918 dalla Metro Pictures Corporation. Il titolo francese venne utilizzato per la distribuzione europea. Il film riscosse un buon successo per il suo contenuto patriottico e per l'attualità del tema. In Francia e in Gran Bretagna fu presentato con sottotitoli o intertitoli localizzati.

## Conservazione
Come molti film muti dell’epoca, non è chiaro se una copia completa del film esista ancora. Alcuni materiali promozionali e fotografie di scena sono conservati in archivi cinematografici francesi e americani.